# Miroslav Katětov
Miroslav Katětov est un mathématicien, un topologue et un maître international du jeu d'échecs tchécoslovaque né le 17 mars 1918 à Tchembar dans l'Empire russe et mort le 15 décembre 1995.

## Carrière universitaire
Né d'une mère russe et d'un père tchèque, sa famille émigra en Tchécoslovaquie en 1923. Miroslav Katětov fit ses études de mathématiques à l'université Charles de Prague avec une spécialisation dans les mathématiques des assurances. Pendant la Seconde Guerre mondiale, il travailla à l'institut de psychologie comme analyste de données statistiques et étudia la topologie générale et l'analyse fonctionnelle. Il commença à étudier les espaces normaux, la théorie de la dimension topologique et les espaces uniformes. Il démontra dans les années 1950 le théorème d'insertion de Katětov-Tong (en).
De 1954  à 1957, il fut directeur de l'université Charles de Prague. Dans les années 1970, il s'orienta vers l'application des mathématiques en psychologie, biologie, médecine et dans les réseaux de neurones.

## Carrière de joueur d'échecs
Miroslav Katětov fut un des meilleurs joueurs tchécoslovaques des années 1940. Il obtint le titre de maître de la fédération tchécoslovaque en 1938. Il fut deuxième du mémorial Kautsky à Prague en 1938-1939 et 1940-1941, et deuxième du championnat de Prague 1940. 
Pendant la Seconde Guerre mondiale, il remporta les tournois de Choceň 1942 et Uherské Hradiště 1944 et finit troisième du tournoi de Česká Třebová en 1941. Il remporta le championnat de Prague à deux reprises : en 1942 (avec 10 points sur 11) et 1944 (avec 12 points sur 15) et termina troisième (sur vingt joueurs) derrière Alexandre Alekhine et Paul Keres du très fort tournoi international de Prague en 1943.  
Après la guerre, il fut deuxième du championnat tchécoslovaque en 1946 (un demi point derrière Luděk Pachman qu'il battit).
En 1951, la Fédération internationale des échecs lui décerna le titre de maître international.